# Station Siorac-en-Périgord
Station Siorac-en-Périgord is een spoorweghalte in de Franse gemeente Siorac-en-Périgord.